# Tubastraea coccinea
Tubastraea coccinea (ook wel aardbeikoraal genoemd) is een rifkoralensoort uit de familie van de Dendrophylliidae. De wetenschappelijke naam van de soort werd in 1829 voor het eerst geldig gepubliceerd door Lesson.

## Verspreiding
Tubastraea coccinea heeft een breed inheems verspreidingsgebied, dat zich uitstrekt van de Indo-Pacific van de Rode Zee en Madagaskar, tot de westkust van het tropische Amerika, van de Golf van Californië tot Peru. Het wordt geïntroduceerd in de Golf van Mexico, de Atlantische kust van Florida, het Caribisch gebied, Brazilië en mogelijk West-Afrika (de identificatie hier is twijfelachtig). In sommige gebieden komt dit koraal veel voor op natuurlijke substraten zoals rotsen en koraalriffen. Echter, in de Verenigde Staten, is het grotendeels beperkt tot kunstmatige substraten zoals olieplatforms, scheepswrakken en kunstmatige riffen, maar de verspreiding ervan naar koraalriffen is een punt van zorg, met name in het Flower Garden Banks National Marine Sanctuary in de noordwestelijke Golf van Mexico.